# Metacrisiodes pua
Metacrisiodes pua là một loài bướm đêm thuộc phân họ Arctiinae, họ Erebidae.